# Рид-Дэйли, Рональд
Ро́нальд Фрэ́нсис Ри́д-Дэ́йли (англ. Ronald Francis Reid-Daly; 22 сентября 1928, Солсбери, Южная Родезия — 9 августа 2010, Саймонстаун, ЮАР) — родезийский военачальник, основатель спецподразделения армии Родезии «Скауты Селуса». Подполковник.

## Военная служба
Рональд Рид-Дэйли родился 22 сентября 1928 года в городе Солсбери, столице британской колонии Южная Родезия. В 1951 году он вступил в Британскую Армию и проходил военную службу в Эскадроне С 22 полка Особой Воздушной Службы. Рид-Дэйли принимал участие в Войне в Малайе, за участие в которой был удостоен ордена Британской Империи в 1963 году. После провозглашения независимости Родезии, проходил службу в полку лёгкой пехоты в звании сержант-майора. Позже прошел обучение в офицерской школе и получил офицерское звание. Вышел в отставку в звании капитана в 1973 году.

## Командир спецподразделения
Через полгода после отставки, к Рид-Дэйли обратился командующий Родезийскими силами безопасности генерал Питер Уоллс, который попросил его возглавить новое диверсионное спецподразделение. В конце 1973 года Рональд Рид-Дэйли был назначен командиром полка и повышен в звании до подполковника. Задачей подразделения являлась борьба с партизанскими формированиями, действовавшими на территориях граничащих с Родезией Ботсваны, Замбии и Мозамбика. За несколько лет Рид-Дэйли создал одно из самых боеспособных подразделений Родезийской армии, бойцы которого выполнили ряд успешных операций.

## Конфликт с руководством и вторая отставка
Несмотря на успехи Скаутов Селуса, их методы ведения боевых действий и жесточайшая подготовка часто подвергались критике со стороны армейского руководства. В 1979 году среди армейских кругов поползли слухи о том, что Скауты Селуса, проводя свои тренировки, занимаются браконьерством в районе реки Замбези. Пытаясь оправдать себя, подполковник обвинил генерал-майора Джона Хикмана в попытке очернить подразделение в глазах общественности. За данное заявление подполковнику Рональду Рид-Дэйли был объявлен выговор. Разочаровавшись в службе, он вышел в отставку в августе 1979 года, продолжая попытки оправдать себя в судебном порядке вплоть до бегства из страны в 1982 году.

## Последние годы
В ЮАР Рид-Дэйли стал сначала командующим Силами обороны Транксея, после - руководителем частной охранной фирмы Security Services Transkei. Последние годы провел близ Кейптауна, занимаясь написанием мемуаров. Умер в Саймонстауне в 2010 году.